# Hyomandibulare

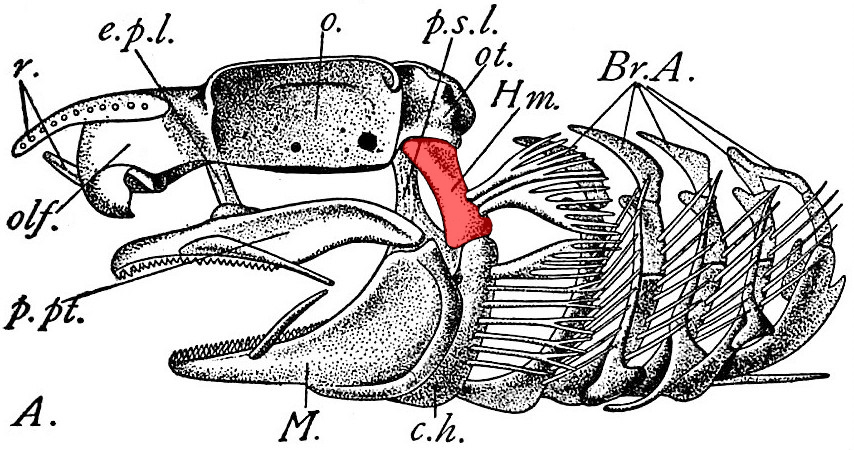
Die Hyomandibulare (rot) im Schädel eines Glatthais

Die Hyomandibula, auch Epihyale genannt, ist ein Skelettelement des zweiten Kiemenbogens (Hyoid- oder Zungenbeinbogen) der Wirbeltiere. Es stellt bei ursprünglichen Wirbeltieren den oberen Teil des Kiemenbogens dar und wird bei den Schädeltieren in die Kiefer des knöchernen Schädels integriert. Wenn es knöchern ist, heißt es Os hyomandibulare oder kurz Hyomandibulare.
Der Wortbestandteil hyo bzw. hy steht kurz für griechisch ὑοειδἡς hyoeides (neulateinisch hyoides) und bedeutet „υ-förmig“. Das Wort ist von dem griechischen Buchstaben Ypsilon abgeleitet, weil das kleine griechische Ypsilon diese bogenförmige Gestalt hat (υ). Hyomandibula bedeutet daher so viel wie „U-Kiefer“ oder „bogenförmiger Kieferknochen“ (vgl. Mandibula).

## Hyostylie
Über die Hyomandibel besteht bei den meisten Haien sowie den Echten Knochenfischen in Form des so genannten Kieferstiels eine gelenkige Verbindung der Kiefer mit dem Hirnschädel im Bereich der Ohrkapseln (Hyostylie), wodurch eine hohe Beweglichkeit des gesamten Kiefers erreicht wird; der Kieferapparat lässt sich unabhängig absenken und vor- und zurückschieben. Die zugehörige erste Kiemenspalte wird durch diese Aufhängung bei den Haien zum Spritzloch (Spiraculum) verengt.
Siehe auch Fischmaul.

## Gehörknöchelchen der Landwirbeltiere
Bei den Landwirbeltieren (Tetrapoda) wurde das Hyomandibulare zu einem Gehörknöchelchen umgewandelt. Bei Amphibien, Reptilien und Vögeln stellt dieses als Säulchen (Columella auris) das einzige Gehörknöchelchen dar. Es bildet einen länglichen Knochenstab und ist mit seiner Basis (Basis columellae) im Vorhoffenster (Fenestra vestibuli; auch ovales Fenster, Fenestra ovalis), einer kleinen Öffnung zwischen Mittel- und Innenohr, die sich als Einsenkung des Kontaktpunktes der Hyomandibulare an der Ohrkapsel gebildet hat, verankert. Es dient so als schallübertragendes Teil zwischen dem Trommelfell und dem ovalen Fenster.
Bei den Säugetieren sind mit dem Hammer (Malleus) und dem Amboss (Incus) zwei weitere Gehörknöchelchen vorhanden, die aus dem oberen und unteren Teil des ersten Kiemenbogens (Mandibularbogen aus Mandibulare und Palatoquadratum) gebildet werden. Das Hyomandibulare hat hier eine steigbügelartige Form und wird entsprechend als Steigbügel (Stapes) bezeichnet.

## Belege
1. 1 2  Stichwort „Hyomandibulare“ In: Herder-Lexikon der Biologie. Spektrum Akademischer Verlag GmbH, Heidelberg 2003. ISBN 3-8274-0354-5.
2. 1 2 3  Wolfgang Maier, Lennart Olsen, Alfred Goldschmid: Kopf. in: W. Westheide und R. Rieger: Spezielle Zoologie. Teil 2. Wirbel- oder Schädeltiere. Spektrum, München 2004; S. 35. ISBN 3-8274-0307-3.
3. ↑  Vgl. Online Etymology Dictionary: hyoid (englisch)
4. ↑  Hans-Peter Schultze: Gnathostomata, Kiefermünder. in: W. Westheide und R. Rieger: Spezielle Zoologie. Teil 2. Wirbel- oder Schädeltiere. Spektrum, München 2004; S. 195. ISBN 3-8274-0307-3.
5. ↑  Stichwort „Columella“ In: Herder-Lexikon der Biologie. Spektrum Akademischer Verlag GmbH, Heidelberg 2003. ISBN 3-8274-0354-5.